# Alexander Bugera
Alexander Bugera (ur. 8 sierpnia 1978 w Ambergu) – niemiecki piłkarz grający na pozycji obrońcy.
Swoją karierę rozpoczynał jako dzieciak w klubie Inter Bergsteig Amberg. W roku 1986 przeszedł do 1. FC Amberg, a później do juniorów Bayernu Monachium. W 1996 roku przeszedł do drugiego zespołu Bayernu, gdzie zagrał 43 meczów w których strzelił 20 goli. W 1997 zaliczył debiut w 1 zespole Bayernu, i w tamtym okresie, w pierwszym zespole zagrał 3 mecze i nie strzelił ani jednego gola. W 2000 roku przeszedł z Bayernu do SpVgg Unterhaching. Tam w 32 meczach strzelił 5 bramki, i 2 lata później wrócił do drugiego zespołu Bayernu, gdzie rozegrał 12 meczów i zdobył 3 gole. W 2003 roku przeszedł do MSV Duisburg, i tam w czasie 4 lat rozegrał 123 mecze i strzelił 13 goli dla drużyny z MSV-Areny. W 2007 roku z MSV przeszedł z MSV do 1. FC Kaiserslautern i zagrał w nim 104 mecze i strzelił w nim 2 bramki.

## Reprezentacja
W reprezentacji Niemiec U-21 rozegrał 6 meczów, w których strzelił 2 bramki.